# Louisproutia pallescens
Louisproutia pallescens är en fjärilsart som beskrevs av Eugen Wehrli 1932. Louisproutia pallescens ingår i släktet Louisproutia och familjen mätare. Inga underarter finns listade i Catalogue of Life.